# Cylindromyia dolichocera
Cylindromyia dolichocera är en tvåvingeart som beskrevs av Richter 1972. Cylindromyia dolichocera ingår i släktet Cylindromyia och familjen parasitflugor. Inga underarter finns listade i Catalogue of Life.